# Rauli Pudas
Rauli Antero Pudas (13 settembre 1954) è un ex astista finlandese.

## Palmarès

### Europei
- 1 medaglia:
  - 1 bronzo (Praga 1978)